# Opuntia ritteri
Opuntia ritteri là một loài thực vật có hoa trong họ Cactaceae. Loài này được A. Berger mô tả khoa học đầu tiên năm 1929.